# Parque Nacional de Pacaás Novos
O Parque Nacional de Pacaás Novos foi criado pelo decreto Nº 84.019, de 21 de setembro de 1979. A ocupação acelerada da nova fronteira agrícola representada pelo estado de Rondônia, iniciada na década de 1970, tornou imprescindível a proteção de parte de seus recursos naturais. Nesse sentido a criação do Parque resultou de estudos desenvolvidos em 1978 no âmbito dos extintos IBDF (Instituto Brasileiro de Desenvolvimento Florestal) e SUDECO (Superintendência de Desenvolvimento do Centro Oeste), com os objetivos específicos de preservar amostras representativas dos ecossistemas da região, transição entre o Cerrado e a Floresta Amazônica, além de áreas onde encontram-se duas espécies raras da família Podocarpaceae (Podocarpus raspiliosii e Podocarpus selovii), de ocorrência restrita na Amazônia. O parque tem área total de 764.801 ha e seu Plano de Manejo foi elaborado em 1984. É administrado pelo  Instituto Chico Mendes de Conservação da Biodiversidade (ICMBio).

## Localização e acesso
Localiza-se na região central do estado, estendendo-se pelos municípios de Guajará-Mirim, Nova Mamoré, Campo Novo de Rondônia, São Miguel do Guaporé, Monte Negro, Governador Jorge Teixeira, Alvorada d'Oeste e Mirante da Serra, no local onde se desenvolve a serra dos Pacaás Novos, enquadrado dentro das coordenadas geográficas 10º 30' - 11º 50' de latitude sul e 62º 30' - 64º 10' de longitude oeste de Greenwich. O acesso pode ser por via terrestre e fluvial, embora as precárias condições das estradas BR-421 e BR-429 recomendem que o ICMBio seja consultado antes de qualquer visita. Cerca de dois terços do Parque coincide com áreas ocupadas pelas nações indígenas Uru-eu-wau-wau e Uru-pa-in.

## Clima
O clima é quente e úmido, do tipo equatorial, com dois a tres meses secos. O período chuvoso vai de novembro a março, quando se concentram 70% da precipitação anual, que é de 2.000 a 2.500 mm. O inverno (junho, julho, agosto) corresponde à estação seca. A temperatura média é de 25 ºC.

## Vegetação
A vegetação é um grande mosaico. Nas partes mais altas observam-se extensas áreas de cerrado e, nos vales e encostas, áreas de formações florestais tipicamente amazônicas. Ocorrem, ainda, grandes áreas de contato entre o cerrado e floresta.
O domínio morfoestrutural "Planalto Dissecado do sul da Amazônia" é caracterizado por um relevo ondulado, de alongados espigões, escarpas íngremes e topos ligeiramente planos, cujas cotas situam-se entre 200 e 300 metros, tendo em geral vales em forma de 'V" e vertentes desnudas. Assim, a vegetação nesse conjunto de pequenas serras é, em geral, constituída de mata rala, que passa a uma vegetação de grande porte quando as vertentes começam a perder declividade. Domina a Floresta Ombrófila Aberta Submontana (46%), apresentando ainda: Vegetação de Contato Savana/Floresta Ombrófila (18,3%), Savana Arborizada (8,8%), Savana Densa (8,05%), Savana Parque (7,8%), Floresta Ombrófila Densa Submontana (6%), Savan Gramínea-Lenhosa (1,6%), e outras.

## Hidrografia
O Parque congrega uma rede de drenagem que apresenta padrão dendrítico e, localmente, radial. Rios e igarapés que nascem nas Serras dos Pacaás Novos e Uopiane, formam corredeiras e cachoeiras de grande beleza, fortemente influenciadas pelo controle litológico. Essa rede engloba as tres principais bacias hidrográficas do estado: Guaporé, Mamoré e Madeira, sendo caracterizada pelas seguintes unidades:
Nascentes do Rio Pacaás Novos (tributário do Rio Mamoré, que constitui fronteira natural entre o Brasil e a Bolívia), a sudoeste da serra do mesmo nome.
Nascentes dos rios Jaci Paraná (tributário do rio Madeira), e Candeias (tributário do rio Jamari), a nordeste do Parque.
Nascente do rio Jamari (onde se construiu a Usina Hidrelétrica de Samuel, principal supridora de energia elétrica do estado, tributário do rio Madeira), na parte central do Parque.
Nascentes do Rio Urupá, do Rio Muqui e de outros tributários da margem esquerda do rio Machado, o principal curso d'água da região central do estado, às margens do qual localiza-se Ji-Paraná, a segunda maior cidade de Rondônia, a noroeste do parque.
Afuentes do rio Guaporé, que é também fronteira natural entre o Brasil e a Bolívia, entre os quais os rios São Miguel e Cautário, na parte sul do Parque

## Fauna
A fauna é muito diversificada, encontrando-se elementos faunísticos característicos da Amazônia e do Cerrado. Encontram-se aí aves como: arara-azul, papagaio-juru, papagaio-tuim, tucano-de-bico-amarelo, gavião, jandaia, jacu, periquito, curica, araçari, urubu-rei, inhambu, etc. Mamíferos como: porco-do-mato, caititu, gato-do-mato, onça-pintada, onça-preta, sussuarana, jaguatirica, veado-campeiro, cutia, lebre, anta, macacos (macaco-prego, macaco-da-noite, gogó-de-sola e gogó-de-cacheudo), tatus (tatu-canastra, tatu-galinha e tatu-rabo-de-sola) e tamanduás (tamanduá-bandeira e tamanduá-mirim).

## Relevo
O relevo do Parque mostra estruturas geológicas complexas, onde bacias sedimentares dominantes são contidas entre estruturas de escudos cristalinos, mostrando que é apenas aparente a homogeneidade da topografia na bacia sedimentar do Amazonas.
Os tipos de relevo exibem feições associadas às unidades litoestratigráficas dos períodos geológicos Arqueano, Proterozóico e Cenozóico. No caso dos terrenos mais antigos, onde ocorrem rochas do complexo basal, as formas topográficas são planas e suavemente onduladas, com altitudes não superiores a 200 metros.
Nas áreas onde ocorrem granitos proterozóicos, não obstante o relevo ser bastante semelhante ao das áreas mais antigas, podem-se observar, localmente, morrotes de forma alongada. É comum, nesses terrenos proterozóicos, altitudes superiores a 300 metros onde podem ser observados relevos tabulares dissecados, muitas vezes sob forma de colinas, cristas e interflúvios tabulares.
Com maior distribuição, os relevos associados às unidades cenozóicas atingem altitudes que variam entre 200 metros (colinas arredondadas de coberturas lateríticas), e 100 metros (planícies colúvio- aluvionares) que ocorrem ao longo dos principais rios.
O ponto culminante é o Pico do Tracoá, com 1.126m de altura, o mais alto do Estado.

## Geomorfologia
A área abrangida pelos municípios onde se localiza o Parque, possui características de um modelado complexo, relacionado a uma longa história evolutiva, revelando uma topografia compartimentada em tres unidades morfo-estruturais: Planalto Dissecado do Sul da Amazônia, Pediplano Centro-Ocidental Brasileiro e Planaltos Residuais do Guaporé.

## Geologia
Os mapeamentos geológicos desenvolvidos na região destacam rochas do Complexo Jamari (gnaisses, granitóides foliados, migmatitos, anfibolitos, granulitos, gabros, etc.), intrusões graníticas com idade entre 900 e 1.400 milhões de anos, os enclaves nos embasamentos conhecidos como Grupo Ji-paraná ou Epitamorfitos Comemoração, as coberturas sedimentares da base da Serra dos Pacaás Novos e, com maior expressão, as formacões cenozóicas representadas por sedimentos fluviais, colúvio-fluviais e fluvilacustres, além de lateritos maturos e imaturos.